# Loubès-Bernac
Loubès-Bernac är en kommun i departementet Lot-et-Garonne i regionen Nouvelle-Aquitaine i sydvästra Frankrike. Kommunen ligger i kantonen Duras som tillhör arrondissementet Marmande. År 2022 hade Loubès-Bernac 409 invånare.

## Befolkningsutveckling
Antalet invånare i kommunen Loubès-Bernac
| Referens: INSEE |